# Амантов, Афанасий Мартынович
Афанасий Мартынович Амантов (1809—1874) — генерал-майор русской императорской армии, участник нескольких войн в царствование императора Николая I.

## Биография
Происхождение Афанасия Мартыновича неизвестно. Вместе с тем, его фамилия Амантов, содержащая иноязычную, а именно франц. основу amant — «возлюбленная» (Амантов — «сын любовницы»), говорит о том, что он был незаконнорождённым (внебрачным) дворянским сыном. Известен род Амантовых, внесённый во 2-ю часть дворянской родословной книги Казанской губернии по определению Казанского дворянского депутатского собрания от 11 марта 1857 года, родоначальником которого был Михаил Мартынович Амантов (1786—1834), сын которого — Григорий Михайлович — был женат на дочери генерал-майора Варваре Антоновне Махотиной.
Афанасий Мартынович Амантов родился 1809 году. Воспитывался в Императорском военно-сиротском доме, откуда 18 декабря 1828 года вступил на военную службу прапорщиком в 14-й егерский полк.
В 1829 году принимал участие в русско-турецкой войне, отличился при осаде Силистрии. Затем был в походе против восставших поляков. За отличия в сражениях был награждён орденами Св. Анны 4-й с надписью «За храбрость» и 3-й степени с бантом, а также польским знаком отличия за военное достоинство (Virtuti Militari) 4-й степени.
В 1846 году получил чин майора. В 1849 году в Венгрии участвовал в сражениях с повстанцами и за отличия в этом походе был произведён в подполковники и награждён орденом Св. Владимира 4-й степени с бантом.
26 ноября 1851 года Амантов за беспорочную выслугу 25 лет в офицерских чинах был награждён орденом Св. Георгия 4-й степени (№ 8692 по кавалерскому списку Григоровича — Степанова).
Произведённый в 1854 году в полковники Амантов в следующем году был назначен командиром егерского Его Величества наследного принца Саксонского полка, однако в должность не вступал и в том же 1855 году был переведён командиром Могилёвского батальона внутренней стражи. С 14 июня 1862 года командовал Софийским пехотным полком; 30 августа 1863 года был произведён в генерал-майоры и назначен помощником начальника 31-й пехотной дивизии, тогда же был награждён орденом Св. Владимира 3-й степени с мечами. С 1869 года занимал аналогичную должность во 2-й пехотной дивизии. С 30 августа 1873 года командовал 2-й бригадой 1-й пехотной дивизии.
Также он был награждён орденами Св. Станислава 1-й степени (1867) и Св. Анны 1-й степени с мечами (1870; императорская корона к ордену — 1873).
Скончался 18 февраля (2 марта) 1874 года.